# Palanana serrata
Palanana serrata är en kräftdjursart som först beskrevs av Richardson1908.  Palanana serrata ingår i släktet Palanana och familjen Paramunnidae. Inga underarter finns listade i Catalogue of Life.